# Johann Nepomuk Rieger
Johann Nepomuk Rieger (Berlín, 1787 - 1828) fou un pianista i compositor alemany.
L'any 1805 s'establí a París, on es dedicà a l'ensenyança. va compondre:
- una Simfonia concertant.
- Dos concerts per a piano.
- Sonates.
- Valsos.
- Nocturns.

I a més, dos Mètodes per a piano.